# Borislav Mikić
Borislav Mikić (Prijedor, 20 dicembre 1975) è un ex calciatore bosniaco, di ruolo centrocampista.